# Louis Lavelle
Louis Lavelle (15. července 1883, Saint-Martin-de-Villeréal, Francie – 1. září 1951, Parranquet, Francie) byl francouzský filosof, jeden z hlavních představitelů francouzského spiritualizmu.
Roku 1934 založil s Reném Le Sennem směr Philosophie de l'Esprit. Od roku 1941 působil jako profesor na College de France. Jeho myšlení navazovalo na Platona, Nicolase Malebrancha, Gottfrieda Wilhelma Leibnize, Maine de Birana a Bergsona a také podporuje nejeden názor existencialismu.

## Díla
- La dialectique du monde sensible, 1921
- De l'etre, 1928
- La conscience de soi, 1933
- De l'acte, 1934
- La présence totale, 1934
- Du temps et de l'éternité, 1945
- Les puissances du moi, 1948
- De l'ame humaine, 1951
- Traité de valuers, I-II, 1951–1955
- De l'intimité spirituelle, 1955
- Conduite a l'égard d'autrui, 1957